# Guwançmuhammet Öwekow
Guwançmuhammet Öwekow (ur. 2 lutego 1981 w Aszchabadzie, Turkmeńska SRR) – turkmeński piłkarz, grający na pozycji pomocnika, a wcześniej napastnika, reprezentant Turkmenistanu, trener piłkarski.

## Kariera piłkarska

### Kariera klubowa
Wychowanek klubu SMM+ Karatamak. Pierwszy trener D.Redżepow. Karierę rozpoczął w 2000 roku w klubie Nisa Aszchabad. W 2002 wyjechał do Ukrainy, gdzie bronił barw Arsenału Kijów, Borysfena Boryspol, CSKA Kijów i Worskły Połtawa. Po dwóch sezonach w uzbeckim klubie Navbahor Namangan powrócił do Ukrainy, gdzie występował w Zori Ługańsk i FK Charków. W 2008 przeszedł do kazachskiego Żetysu Tałdykorgan. W 2009 powrócił do Navbahoru Namangan, a w 2010 przeniósł się do Xorazmu Urgencz. W 2011 został piłkarzem Balkanu Balkanabat. Latem 2013 zmienił klub na Altyn Asyr Aszchabad. W 2014 zakończył karierę piłkarza w Ahal FK.

### Kariera reprezentacyjna
Występował w reprezentacji Turkmenistanu. Strzelił 2 gola w najwyższej wygranej (11:0) w historii reprezentacji Turkmenistanu w meczu z Afganistanem. Oprócz tego strzelił pokera w meczu ponownie z Afganistanem, wygranym 5:0.

## Kariera trenerska
Jeszcze będąc piłkarzem rozpoczął pracę szkoleniowca. Najpierw łączył funkcje trenera i piłkarza, a w październiku 2014 prowadził Ahal FK. 6 września 2015 za obopólną zgodą kontrakt został anulowany.

### Sukcesy piłkarskie
Nisa Aszchabad
- mistrz Turkmenistanu: 2001

Balkan Balkanabat
- mistrz Turkmenistanu: 2011
- zdobywca Superpucharu Turkmenistanu: 2011